# Tanavelle
Tanavelle település Franciaországban, Cantal megyében. Lakosainak száma 220 fő (2022. január 1.). Tanavelle Paulhac, Roffiac, Les Ternes, Valuéjols és Villedieu községekkel határos.

## Népesség
A település népessége az elmúlt években az alábbi módon változott:
| Lakosok száma | 259  | 213  | 219  | 251  | 241  | 242  | 234  | 228  | 225  | 220  |
|               | 1968 | 1982 | 1990 | 2006 | 2013 | 2015 | 2017 | 2019 | 2020 | 2022 |